# Jelena Nikitina
Jelena Walerjewna Nikitina (ros. Елена Валерьевна Никитина; ur. 2 listopada 1992 w Moskwie) – rosyjska skeletonistka, brązowa medalistka olimpijska i dwukrotna medalistka mistrzostw świata.

## Kariera
Pierwszy sukces w karierze osiągnęła w 2013 roku, kiedy zdobyła złoty medal na mistrzostwach świata juniorów w Igls. W zawodach tych wyprzedziła Austriaczkę Janine Flock oraz brązowe medalistki: Niemkę Anję Huber i swą rodaczkę – Olgę Potylicyną. Był to pierwszy w historii złoty medal ME dla Rosji. Parę dni później po raz pierwszy stanęła na podium zawodów Pucharu Świata, wygrywając przed Noelle Pikus-Pace z USA i kolejną Rosjanką, Mariją Orłową. Było to jednak jej jedyne podium w sezonie 2012/2013, który ukończyła na osiemnastym miejscu.
W 2014 roku wystartowała na igrzyskach olimpijskich w Soczi, gdzie zajęła trzecie miejsce. W zawodach tych lepsze były tylko Brytyjka Elizabeth Yarnold i Noelle Pikus-Pace. Nikitina zdobyła tym samym pierwszy w historii medal olimpijski dla Rosji w skeletonie w rywalizacji kobiet. W listopadzie 2017 roku została zdyskwalifikowana (a co za tym idzie pozbawiona medalu olimpijskiego) z uwagi na stosowanie niedozwolonych środków dopingujących. Jednakże na początku 2018 roku została oczyszczona ze wszelkich zarzutów przez Sportowy Sąd Arbitrażowy, co skutkowało przywróceniem medalu. W kolejnym roku wypadła słabiej: na mistrzostwach Europy w Igls była dziewiąta, a podczas mistrzostw świata w Winterbergu nie ukończyła rywalizacji. Kolejne sukcesy osiągnęła na mistrzostwach świata w Igls w 2016 roku, gdzie zdobyła dwa medale. Najpierw zajęła trzecie miejsce indywidualnie, ulegając tylko Niemce Tinie Hermann i Janine Flock. Następnie wraz z kolegami i koleżankami z reprezentacji zdobyła brązowy medal w zawodach drużynowych. W sezonie 2018/2019 wygrała klasyfikację generalną Pucharu Świata. Sezon później w tej samej klasyfikacji zajęła trzecie miejsce. W lutym 2020 roku wywalczyła złoty medal podczas mistrzostw Europy w Siguldzie, by rok później obronić tytuł na zawodach w Winterbergu. W lutym 2021 roku zdobyła brązowe medale indywidualnie oraz w drużynie podczas mistrzostw świata w Altenbergu.

## Ważniejsze osiągnięcia

### Pojedyncze turnieje
| Turniej              | Rok  | Miejsce     | Wynik                     | Źródło                |
| -------------------- | ---- | ----------- | ------------------------- | --------------------- |
| Mistrzostwa Europy   | 2013 | 1. miejsce  | 2 ślizgi: 1:50,46         | [ potrzebny przypis ] |
| Igrzyska Olimpijskie | 2014 | 3. miejsce  | 4 ślizgi: 3:54,30         | [ 3 ]                 |
| Mistrzostwa Europy   | 2015 | 9. miejsce  |                           |                       |
| Mistrzostwa świata   | 2016 | 3. miejsce  | 4 ślizgi: 3:37,09         | [ 4 ]                 |
| Mistrzostwa świata   | 2016 | 2. miejsce  | Drużyna mieszana: 3:32,12 | [ 5 ]                 |
| Mistrzostwa Europy   | 2016 | 8. miejsce  |                           |                       |
| Mistrzostwa świata   | 2017 | 9. miejsce  |                           |                       |
| Mistrzostwa świata   | 2017 | 5. miejsce  | Drużyna mieszana          |                       |
| Mistrzostwa Europy   | 2017 | 13. miejsce |                           |                       |
| Mistrzostwa Europy   | 2018 | 1. miejsce  |                           |                       |
| Mistrzostwa Europy   | 2019 | 2. miejsce  |                           |                       |
| Mistrzostwa świata   | 2019 | 5. miejsce  |                           |                       |
| Mistrzostwa Europy   | 2020 | 1. miejsce  |                           |                       |
| Mistrzostwa świata   | 2020 | 5. miejsce  |                           |                       |
| Mistrzostwa Europy   | 2021 | 1. miejsce  |                           |                       |
| Mistrzostwa świata   | 2021 | 3. miejsce  |                           |                       |
| Mistrzostwa Europy   | 2022 | 6. miejsce  |                           |                       |
| Igrzyska Olimpijskie | 2022 | 16. miejsce | 4 ślizgi: 4:10,87         |                       |

### Klasyfikacje generalne
| Turniej       | Sezon     | Miejsce     | Punkty   | Miejsca na podium                                                          | Źródło |
| ------------- | --------- | ----------- | -------- | -------------------------------------------------------------------------- | ------ |
| Puchar Świata | 2012/2013 | 18. miejsce | 934 pkt  | 1. miejsce: Igls                                                           | [ 6 ]  |
| Puchar Świata | 2013/2014 | 13. miejsce | 934 pkt  | 2. miejsce: Calgary                                                        | [ 7 ]  |
| Puchar Świata | 2014/2015 | 17. miejsce | 696 pkt  | 3. miejsce: Altenberg                                                      | [ 8 ]  |
| Puchar Świata | 2015/2016 | 18. miejsce | 552 pkt  | –                                                                          |        |
| Puchar Świata | 2016/2017 | 14. miejsce | 814 pkt  | –                                                                          |        |
| Puchar Świata | 2017/2018 | 4. miejsce  | 1306 pkt | 1. miejsca: Park City, Igls 3. miejsce: Winterberg                         |        |
| Puchar Świata | 2018/2019 | 1. miejsce  | 1663 pkt | 1. miejsca: Sigulda, Altenberg. Lake Placid 2. miejsca: Igls, Sankt Moritz |        |
| Puchar Świata | 2019/2020 | 3. miejsce  | 1595 pkt | 1. miejsca: Lake Placid, La Plagne, Sigulda 3. miejsca: Königssee          |        |
| Puchar Świata | 2020/2021 | 6. miejsce  | 1221 pkt | 1. miejsca: Igls, Winterberg, Igls 2. miejsca: Sigulda                     |        |
| Puchar Świata | 2021/2022 | 3. miejsce  | 1458 pkt | 1. miejsca: Igls, Igls 3. miejsca: Winterberg                              |        |